# 今日も明日も。

『今日も明日も。』（きょうもあしたも。）は、絵夢羅による日本の漫画作品。
『花とゆめ』（白泉社）にて2008年5号から2011年20号まで連載された。少女漫画家を目指す主人公・笹神ちかと、彼女に漫画の描き方を教える現役少女漫画家・桃瀬稜とのやりとりを中心に描いたコメディー。単行本は花とゆめコミックス（同社）より発売されている。全11巻。

## 登場人物
笹神 ちか（ささがみ ちか）
本作品の主人公。15歳。高校1年生。
漫画家志望だが投稿経験はなく、全くの初心者。幼馴染で現役少女漫画家の桃瀬稜（後述）に漫画の描き方を教えてもらっており、彼の執筆作業を手伝うこともよくある。稜がどのスクリーントーンを貼りたいかなどを、指示なしで察することができる唯一の人物である。
漫画家志望については両親から強い反対を受けている。製菓は得意だが料理は不得手。
桃瀬 稜（ももせ りょう）
『花とゆき』（作中における架空の少女漫画雑誌）にて連載作品を執筆中の現役少女漫画家。男性。23歳。
笹神はるか（ちかの姉・後述）の依頼により、ちかに漫画の描き方を指導している。
ちかを大事に思っており、助力を惜しまないが、彼女が時に見せる年頃の女性に似つかわしくない言動に対しては父親のように叱咤する面もある。
18歳の頃からひとり暮らしをしており、料理が上手い。
かつてはるかと恋人関係にあったことを示唆する台詞が作中に見られる。
笹神 はるか（ささがみ はるか）
ちかの姉。23歳。桃瀬稜の幼馴染で元アシスタントで、現在はデザイナー。
ちかをはじめ、稜の弟である洸や現アシスタントのミワ達（共に後述）に慕われている。
料理や掃除など、身の回りの事は不得手。
桃瀬 洸（ももせ こう）
桃瀬稜の異母弟。15歳。料理が上手く、稜の仕事場で食事作りを担当しているため「メシスタント」と呼ばれている。
ちかとは同年齢だが、通っている高校は異なる。
ミワ（名字不詳）
桃瀬稜のアシスタント。
ちかを可愛がっており、彼女にとても優しく接する。
松島（まつしま）
桃瀬稜のアシスタント。
オタク青年で、ミワ同様ちかの事を可愛がっている。
西森 嬉子（にしもり よしこ）
ちかの同級生。15歳。ちかとは幼馴染で親友。
外見は派手で、高校でも目立つタイプ。桃瀬稜の作品を愛読している。
8歳年上の恋人、河野典幸（後述）がいる。
河野 典幸（こうの のりゆき）
西森嬉子の恋人で、キックボクシングを通じて知り合った。23歳。
桃瀬稜の作品が掲載されている少女漫画雑誌『花とゆき』の編集部に所属している。
稜とは高校時代の同級生で、寮では3年間同室だった。
成田 夏澄（なりた かすみ）
ちか、西森嬉子の同級生。15歳。
父親に似て、整った顔立ちをしている。昔は子役をやっていた。
少女漫画に出てくる男の子みたいだとよく言われる。
ちかに好意を寄せており、桃瀬稜を若干敵視している。
成田 真維（なりた まい）
ちか、西森嬉子の上級生。17歳。成田夏澄、成田真奈（後述）の姉。
成田 真奈（なりた まな）
成田 夏澄、成田真維の妹。5歳。
5歳にしては言動がかなり大人びており、作中においては桃瀬稜やちかなどに助言する場面も見られる。昼ドラマが好き。
成田 真（なりた まこと）
夏澄、真維 、真奈の父。成田糸の夫。糸との結婚以前についてはWジュリエットを参照。
成田 糸（なりた いと） 旧姓：三浦（みうら）
夏澄、真維 、真奈の母。成田真の妻。真との結婚以前についてはWジュリエットを参照。

## 単行本
- 絵夢羅 『今日も明日も。』 白泉社 〈花とゆめコミックス〉全11巻

1. 2008年7月17日発売 ISBN 978-4-592-18631-1
2. 2008年12月19日発売 ISBN 978-4-592-18632-8
3. 2009年4月17日発売 ISBN 978-4-592-18633-5
4. 2009年8月19日発売 ISBN 978-4-592-18634-2
5. 2010年2月19日発売 ISBN 978-4-592-18635-9
6. 2010年6月18日発売 ISBN 978-4-592-18636-6
7. 2010年10月19日発売 ISBN 978-4-592-19027-1
8. 2011年2月18日発売 ISBN 978-4-592-19028-8
9. 2011年7月20日発売 ISBN 978-4-592-19029-5
10. 2011年11月18日発売 ISBN 978-4-592-19030-1
11. 2012年4月20日発売 ISBN 978-4-592-19004-2